# I Don’t Have the Heart
I Don’t Have the Heart ist ein Lied von James Ingram aus dem Jahr 1989, das von Alan Rich und Jud Friedman geschrieben wurde. Es erschien auf dem Album It’s Real. Ingram selbst produzierte den Song auch mit Thom Bell.

## Geschichte
Im Song bringt der Protagonist es nicht übers Herz sich von seiner Geliebten zu trennen. Das Schlagzeug im Lied spielte Ricky Lawson.
Die Veröffentlichung des R&B-Songs war am 1. August 1990, in den Vereinigten Staaten wurde es nach Baby, Come to Me Ingrams zweiter Nummer-eins-Hit. Für die Grammy Awards 1991 wurde das Lied in der Kategorie Beste männliche Gesangsdarbietung – Pop nominiert, verlor aber gegen Roy Orbisons Klassiker Oh, Pretty Woman.

## Chartplatzierungen
| ChartsChartplatzierungen       | Höchstplatzierung | Wochen |
| ------------------------------ | ----------------- | ------ |
| Vereinigte Staaten (Billboard) | 1 (26 Wo.)        | 26     |

| ChartsJahrescharts (1990)      | Platzierung |
| ------------------------------ | ----------- |
| Vereinigte Staaten (Billboard) | 36          |

## Coverversionen
- 1990: Stacy Lattisaw